# FC Cochin

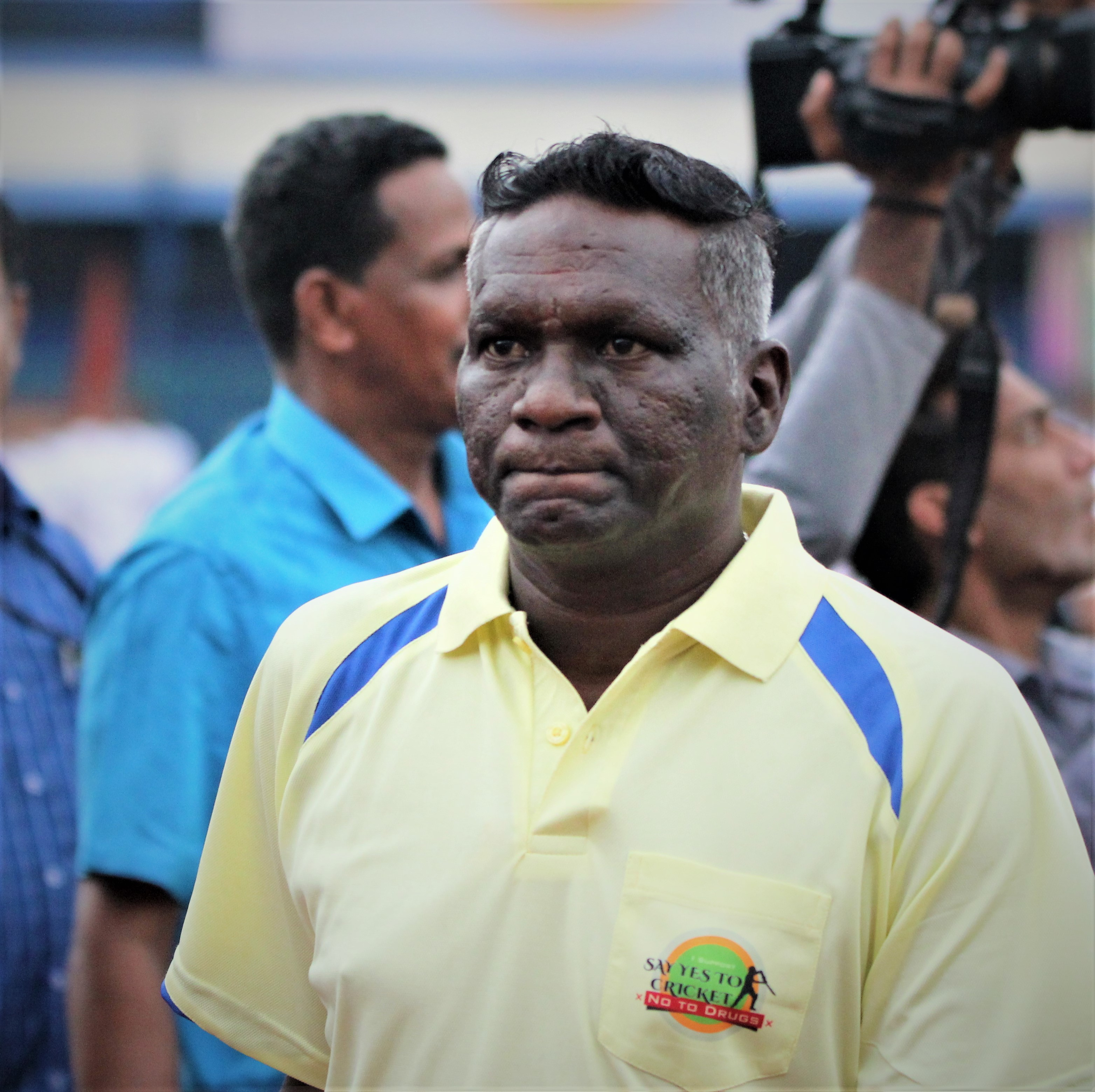
I. M. Vijayan estuvo en dos etapas con el FC Kochin en 1997–98 y 1999–01.

El FC Cochin, llamado también FC Kochin, fue un equipo de fútbol de la India que jugó en la Liga Nacional de Fútbol de India, la desaparecida primera división nacional.

## Historia
Fue fundado en abril de 1997 en la ciudad de Cochín en Kerala con el fin de desarrollar el fútbol en el estado por iniciativa de los empresarios M. P. Kurian y M. K. Joseph. La idea del club era única en la India en los años 1990 debido a la moderna infraestructura con la que contaba al punto de ser considerado como el primer equipo de fútbol profesional de la India.
Fue uno de los equipos fundadores de la Liga Nacional de Fútbol de India en la temporada 1997-98 en la que terminó en cuarto lugar y su goleador fue Raman Vijayan con 10 goles, ganando ese mismo año la Copa Durand luego de vencer por 3-1 al Mohun Bagan AC en la final.
Los siguientes años no fueron tan buenos para el club, terminando constantemente en los puestos intermedios de la clasificación, no sin antes ser el campeón de las dos primeras temporadas de la Liga Premier de Kerala a finales de los años 1990.
En 2001 participa en la Copa POMIS, su primer torneo internacional, donde sería derrotado en las semifinales por el Club Valencia de Maldivas.
Con los bajos ingresos y la salida de patrocinadores, además de las deudas del club con la All India Football Federation, el club comenzó a tener problemas financieros, que como consecuencia trajo el incumplimiento en el pago del salario de la plantilla, la salida de varios jugadores y un mal desempeño en la Liga Nacional de Fútbol de India que lo hizo descender a la segunda división luego de terminar en el lugar 11 en 2001/02. Permaneció por dos temporadas en la segunda división y desaparecería en 2004, no sin antes revelarse que el club debía los salarios desde el 2000.

## Rivalidades
Sus rivales eran equipos del estado de Kerala como Kerala Police FC, SBI Kerala, Titanium XI y Quartz Calicut, a los cuales enfrentaba regularmente en competiciones regionales.

## Uniforme
| Periodo   | Uniforme | Patrocinador frontal | Patrocinador espalda | Otros patrocinadores       |
| --------- | -------- | -------------------- | -------------------- | -------------------------- |
| 1998–2002 | Reebok   | Kalyani Black Label  | Kingfisher           | Pepsi, Hi-Power, Coca-Cola |

## Palmarés
- Liga Premier de Kerala (2): 1998–99,[24] 1999–00
- Copa Durand (1): 1997[25][26]
- Kerala State Championship (1): 1997[27]
- All India Central Revenue Cup  (1): 1999[27]
- Central Railway Open (1): 1997[27]

## Entrenadores
- A. M. Sreedharan (1997–1999)
- K. Bharathan (1999)[28]
- T. K. Chathunni (1999–2000)[29]
- A. M. Sreedharan (2000–2001)[30]
- T. A. Jaffar (2001)[31]
- Karel Stromšík (2001–2002)[32]